# (30105) 2000 FO3
2000 أف أو 3 (ويعرف أيضًا باسم (30105) 2000 أف أو 3 وفق تسمية الكوكب الصغير) (بالإنجليزية: 2000 FO3)‏ هو كويكب ضمن حزام الكويكبات؛ وترتيبه 30105 من حيث الاكتشاف.
اكتُشف هذا الجُرم الفلكي بواسطة بحث لنكولن عن الكويكبات القريبة من الأرض في 28 مارس 2000.

## وصلات خارجية
- (30105) 2000 FO3 في قاعدة بيانات مختبر الدفع النفاث لأجرام النظام الشمسي الصغيرة

- الاكتشاف · مخطط المدار ·  العناصر المدارية · المعلمات المادية

- (30105) 2000 FO3 على موقع ويكي سكاي: DSS2, SDSS, GALEX, IRAS, Hydrogen α, X-Ray, Astrophoto, Sky Map, Articles and images